# Mistrzostwa Świata w Piłce Nożnej 1962 (eliminacje strefy CONCACAF)
W eliminacjach do Mistrzostw Świata w Piłce Nożnej 1962 strefy NAFC/CCCF wzięło udział 7 drużyn, ze zgłoszonych 8. Przed rozpoczęciem rozgrywek wycofała się Kanada. Zwycięzcy trzech grup eliminacyjnych awansowali do fazy finałowej, z której najlepsza drużyna awansowała do barażu z drużyną CONMEBOL.

## Przebieg eliminacji

### Grupa 1
| Poz | Zespół            | Pkt        | M          | W          | R          | P          | Br+        | Br-        | +/-        |
| --- | ----------------- | ---------- | ---------- | ---------- | ---------- | ---------- | ---------- | ---------- | ---------- |
| 1   | Meksyk            | 3          | 2          | 1          | 1          | 0          | 6          | 3          | +3         |
| 2   | Stany Zjednoczone | 1          | 2          | 0          | 1          | 1          | 3          | 6          | -3         |
| -   | Kanada            | rezygnacja | rezygnacja | rezygnacja | rezygnacja | rezygnacja | rezygnacja | rezygnacja | rezygnacja |

| 1 6 listopada 1960 | Stany Zjednoczone · Helmut Bicek 31' · Carl Fister 58' · Al Zerhusen 84' | 3:31:3raport | Meksyk · 7' Sigfredo Mercado · 12', 21' Salvador Reyes | Wrigley Field, Los Angeles Widzów: 8 000 Sędzia: Dan Kulai |
|                    |                                                                          |              |                                                        |                                                            |

| 2 13 listopada 1960 | Meksyk · Sigfredo Mercado 5' · Salvador Reyes 35' · Isidoro Diaz 41' | 3:0raport | Stany Zjednoczone | Estadio Olímpico Universitario, Meksyk Widzów: 80 000 Sędzia: Gabriel Sanchez |
|                     |                                                                      |           |                   |                                                                               |

### Grupa 2
| Poz | Zespół    | Pkt | M | W | R | P | Br+ | Br- | +/- |
| --- | --------- | --- | - | - | - | - | --- | --- | --- |
| 1=  | Kostaryka | 5   | 4 | 2 | 1 | 1 | 13  | 8   | +5  |
| 1=  | Honduras  | 5   | 4 | 2 | 1 | 1 | 5   | 7   | -2  |
| 3   | Gwatemala | 2   | 4 | 0 | 2 | 2 | 7   | 10  | -3  |

O awansie zadecydował mecz dodatkowy.
| 1 21 sierpnia 1960 | Kostaryka · Rigoberto Rojas Garcia 28' · Juan Ulloa Ramirez 52', 58' | 3:21:2raport | Gwatemala · 1' Augusto Espinoza · 35' Fredy Massella | Stadion Narodowy, San José Sędzia: Jose Antonio Sundheim |
|                    |                                                                      |              |                                                      |                                                          |

| 2 28 sierpnia 1960 | Gwatemala · Francisco Lopez Contreras 13', 49', 79' · Augusto Espinoza 63' | 4:41:2raport | Kostaryka · 18', 57' Ruben Jimenes Rodriguez · 35', 81' Juan Ulloa Ramirez | Estadio Mateo Flores, Gwatemala Sędzia: Jose Antonio Sundheim |
|                    |                                                                            |              |                                                                            |                                                               |

| 3 4 września 1960 | Honduras · Carlos Suazo 10' · Ronald Leaky 21' | 2:12:0raport | Kostaryka · 46' Marvin Rodriguez Ramirez | Estadio Tiburcio Carías Andino, Tegucigalpa Widzów: 10 730 Sędzia: Jose Antonio Sundheim |
|                   |                                                |              |                                          |                                                                                          |

| 4 11 września 1960 | Kostaryka · Ruben Jimenes Rodriguez · Marvin Rodriguez Ramirez · Walter Pierson Wilson | 5:03:0raport | Honduras | Stadion Narodowy, San José Widzów: 40 000 Sędzia: Jose Antonio Sundheim |
|                    |                                                                                        |              |          |                                                                         |

| 5 25 września 1960 | Honduras · Carlos Suazo 59' | 1:10:1raport | Gwatemala · 28' Francisco Lopez Contreras | Estadio Tiburcio Carías Andino, Tegucigalpa Widzów: 8 087 Sędzia: Ricardo Rivas Mendez |
|                    |                             |              |                                           |                                                                                        |

| 6 2 października 1960 | Gwatemala | 0:2walkower | Honduras | Gwatemala |
|                       |           |             |          |           |

#### Mecz dodatkowy
| 7 14 stycznia 1961 | Kostaryka · Marvin Rodriguez Ramirez 30' | 1:0raport | Honduras | Estadio Mateo Flores, Gwatemala Widzów: 23 340 Sędzia: Fernando Buergo Elcuaz |
|                    |                                          |           |          |                                                                               |

### Grupa 3
| Poz | Zespół              | Pkt | M | W | R | P | Br+ | Br- | +/- |
| --- | ------------------- | --- | - | - | - | - | --- | --- | --- |
| 1   | Antyle Holenderskie | 3   | 2 | 1 | 1 | 0 | 2   | 1   | +1  |
| 2   | Gujana Holenderska  | 1   | 2 | 0 | 1 | 1 | 1   | 2   | -1  |

| 1 2 października 1960 | Gujana Holenderska · Leo Marcet 34' | 1:21:1raport | Antyle Holenderskie · 43', 76' Donals Gosepa | Paramaribo Widzów: 9 000 Sędzia: Ovidio Orrego |
|                       |                                     |              |                                              |                                                |

| 2 27 listopada 1960 | Antyle Holenderskie | 0:0raport | Gujana Holenderska | Rif, Willemstad Widzów: 10 855 Sędzia: Arturo Yamasaki Maldonado |
|                     |                     |           |                    |                                                                  |

## Runda Finałowa
| Poz | Zespół              | Pkt | M | W | R | P | Br+ | Br- | +/- |
| --- | ------------------- | --- | - | - | - | - | --- | --- | --- |
| 1   | Meksyk              | 5   | 4 | 2 | 1 | 1 | 11  | 2   | +9  |
| 2   | Kostaryka           | 4   | 4 | 2 | 0 | 2 | 8   | 6   | +2  |
| 3   | Antyle Holenderskie | 3   | 4 | 1 | 1 | 2 | 2   | 13  | -11 |

| 1 22 marca 1961 | Kostaryka · Carlos Vivo Goban 51' | 1:00:0raport | Meksyk | Stadion Narodowy, San José Sędzia: Eunapio Gouveia Quiroz |
|                 |                                   |              |        |                                                           |

| 2 29 marca 1961 | Kostaryka · Juan Ulloa Ramirez 12' · Manrique Quesada Sandoval 28', 89' · Rigoberto Rojas Garcia 33' · Marvin Rodriguez Ramirez 42' · Jorge Hernan Monge 50' | 6:04:0raport | Antyle Holenderskie            | Stadion Narodowy, San José Sędzia: Alberto Tejada Burga |
|                 | kartki: · Juan Ulloa Ramirez 86' |              | kartki: · 86' Wilfred De Lanoy |                                                         |

| 3 5 kwietnia 1961 | Meksyk · Francisco Flores 28', 52', 64' · Salvador Reyes 45', 75' · Eduardo Palmer 65', 80' | 7:02:0raport | Antyle Holenderskie | Estadio Olímpico Universitario, Meksyk Widzów: 27 240 Sędzia: Raymond Morgan |
|                   |                                                                                             |              |                     |                                                                              |

| 4 12 kwietnia 1961 | Meksyk · Francisco Flores 1' · Raul Cardenas 32' · Crescencio Gutierrez 59' · Sigifredo Mercado 89' | 4:12:0raport | Kostaryka · 79' Juan Ulloa Ramirez | Estadio Olímpico Universitario, Meksyk Sędzia: Jose Antonio Sundheim |
|                    | |              |                                    |                                                                      |

| 5 23 kwietnia 1961 | Antyle Holenderskie · Edwin Miliano Loran 30', 34' | 2:0raport | Kostaryka | Rif, Willemstad Sędzia: Isidoro Trapote |
|                    |                                                    |           |           |                                         |

| 6 21 maja 1961 | Antyle Holenderskie | 0:0raport | Meksyk | Rif, Willemstad Sędzia: Leo Goldstein |
|                |                     |           |        |                                       |